# Brisur

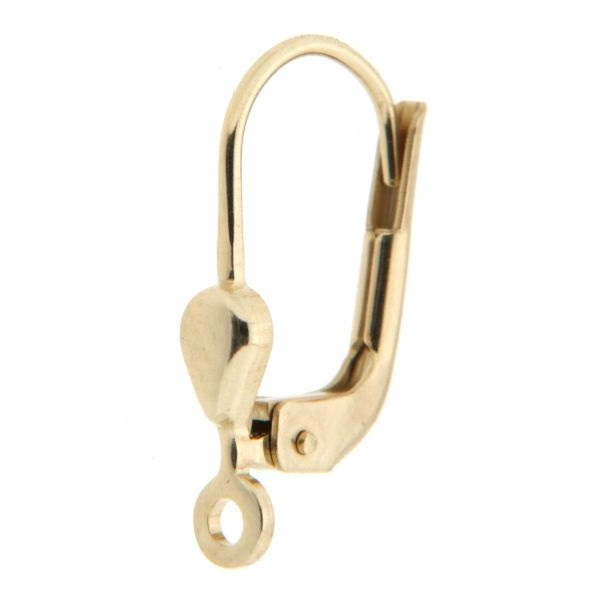
Brisur

Die Brisur ist ein geschlossener Ohrhaken mit einem feinen Gelenk, mit dem Ohrringe im Ohrläppchen befestigt werden.

## Beschreibung

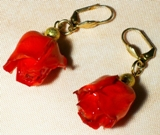
Brisuren mit echten Rosen als Gehänge

Die Bezeichnung Brisur leitet sich vom französischen brisure bzw. briser ab, was Gelenk bzw. Biegung bzw. brechen oder knicken bedeutet. Während früher ein kleiner Schmuckring als Befestigung am Ohrloch dient, ist heute die in etlichen Varianten vorhandene Befestigung (Brisur) des Ohrhängers üblich. In der Schmuckbranche wird damit ein besonders feingliedriges Gelenk bezeichnet, das sich am Ohrschmuck befindet. Die Brisur dient zum Einhängen und zum festen Sitz des jeweiligen Ohrschmucks. Der Ohrhaken bzw. Brisurhaken hat ein feines Gelenk, einen Brisurstift sowie das Brisurpatent und Brisurbacken. Clipbrisur bzw. Klappbrisuren gehören wohl zu den meist verwendeten Schließmechanismen für Ohrschmuck, was auch daran liegt, dass diese Art Verschluss bereits seit rund 200 Jahren bekannt ist. Da viele Menschen auf Metall, z. B. Nickel, allergisch reagieren, sind Brisuren häufig aus 925er Silber oder bei Goldohrringen aus Gold gefertigt.

## Zitat
Erwähnung findet die Brisur in Elia Barcelós Roman Das Geheimnis des Goldschmieds:
„Dann fielen mir diese Ohrringe ein. […] Ich beschloß, am Nachmittag vorbeizugehen und Ohrringe für Celia auszusuchen, die ich ihr vielleicht mit der Post schicken würde, anonym, […] eine Brisur mit einer kleinen, herabhängenden Perle?“